# Addio giovinezza! (film 1940)
Addio giovinezza! è un film del 1940 diretto da Ferdinando Maria Poggioli.

## Trama

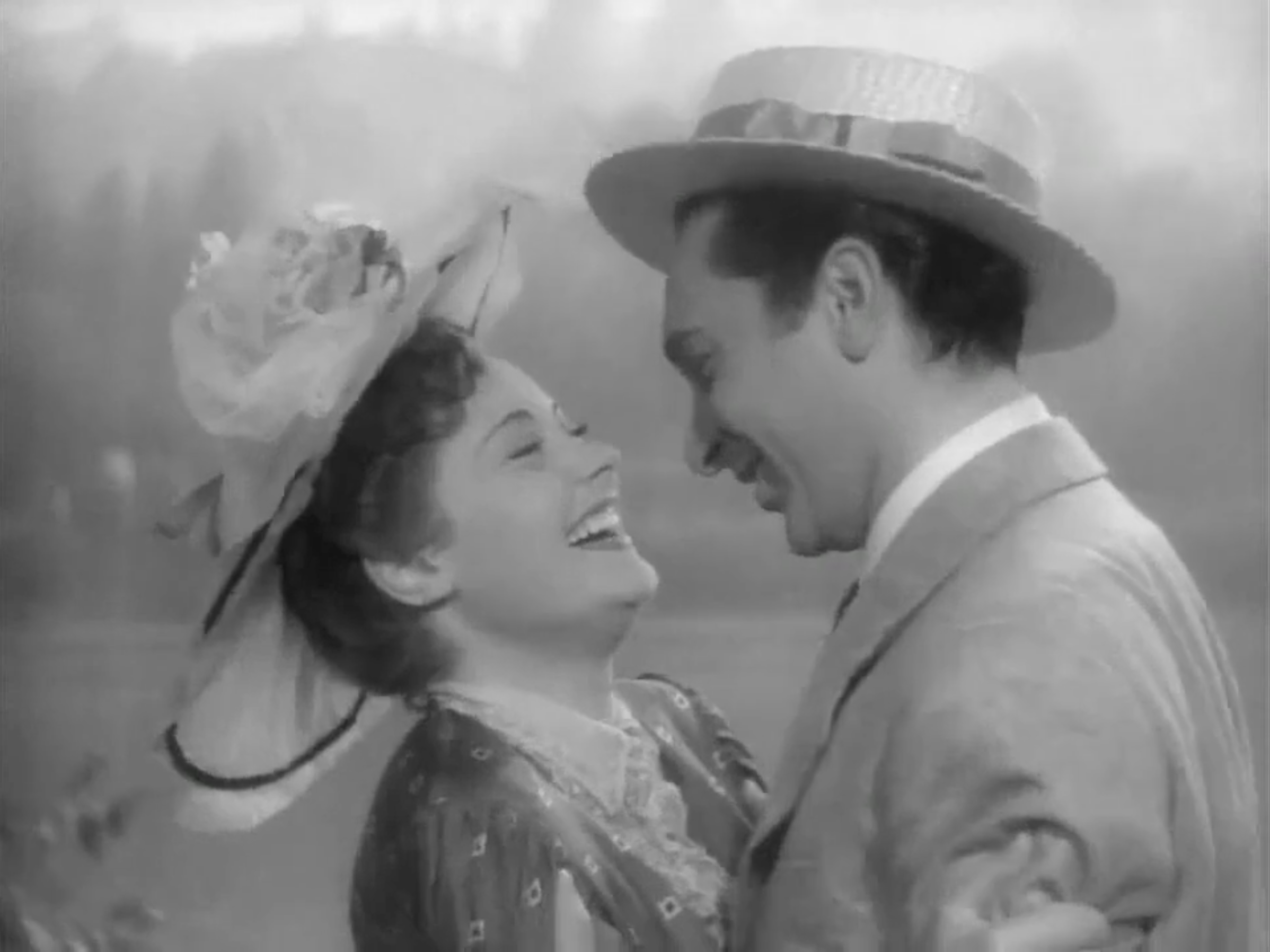
Dorina (Maria Denis) e Mario (Adriano Rimoldi) in una sequenza

Nella Torino universitaria del 1910 sono narrate le avventure di un gruppo di studenti, tra amori, esami e tesi di laurea. Mario - proveniente da un paesello di montagna - è uno di questi, e conosce Dorina, una sartina figlia della donna da cui affitta la camera in cui abita.
L'amore dei due giovani dura due anni, finché un giorno Mario, mentre salva un anziano caduto nel Po viene notato da una signora, Elena, che lo corteggia; il ragazzo cede, ma viene scoperto da Dorina (nonostante i tentativi dei suoi amici Ernesto, Giovanni ma soprattutto Leone di coprirlo), e così la storia tra i due si interrompe.
I ragazzi s'incontreranno nuovamente il giorno della laurea di Mario, ma soltanto per dirsi addio.

## Produzione
Girato negli stabilimenti di Cinecittà e a Torino per gli esterni, il film esce nelle sale il 24 dicembre 1940.
Tratta dall'omonima commedia teatrale del 1911, goliardica e studentesca, di Sandro Camasio e Nino Oxilia, questa è la quarta e ultima versione cinematografica italiana dopo quelle del 1913, del 1918 e del 1927.
Poggioli esitò ad accettare la regia del film, poiché Addio giovinezza! era un'opera teatrale ancora molto popolare e rappresentata e ne erano già state tratte, ai tempi del muto, tre versioni cinematografiche. Ricorderà il regista a Vittorio Calvino, in un'intervista pubblicata sulla rivista Film: «La vicenda tenue di Mario e Dorina è ormai così popolare in Italia che era necessario affrontarla con delicatezza estrema e con estremo rispetto. Rispetto, soprattutto, per quella che è l'essenza poetica della commedia, il pathos, fatto di nulla, di sentimenti appena espressi, di sfumature, di mezze tinte. [...] Per di più il film, ambientato com'è giusto a Torino, doveva avere quella caratteristica spiccatamente torinese, di spensieratezza e di signorilità insieme».
La sceneggiatura, abbastanza fedele alla commedia di Camasio e Oxilia, fu scritta dal regista insieme a Salvator Gotta, che era stato amico dei due drammaturghi e aveva assistito di persona, in ospedale, alla morte prematura di Camasio nel 1913. Vi collaborò anche lo scrittore e critico letterario Giacomo Debenedetti, che non venne però accreditato in quanto ebreo.
Il film fu girato in buona parte, e pressoché totalmente per quanto riguarda gli esterni, a Torino, in alcuni dei luoghi più caratteristici della città, dal Parco del Valentino all'Università di via Po, dal Teatro Carignano al caffè Baratti. Alle scene della rivista goliardica parteciparono in qualità di comparse 500 studenti universitari autentici. Per la colonna sonora vennero utilizzate (nell'arrangiamento di Salvatore Allegra) musiche di Giuseppe Blanc, che era stato anch'egli compagno d'università degli autori della commedia originaria : in particolare uno dei suoi brani più celebri, il valzer Malombra, risalente agli anni in cui è ambientata la commedia, e la Serenata montana del 1908.
Nel 1943 verrà realizzato un film omonimo in Messico, ispirato alla stessa storia, diretto da Joaquin Pardavé (Adios juventud).

## Promozione

### Manifesti e locandine
La realizzazione dei manifesti del film, per l'Italia, fu affidata al pittore cartellonista Anselmo Ballester.

## Accoglienza

### Critica

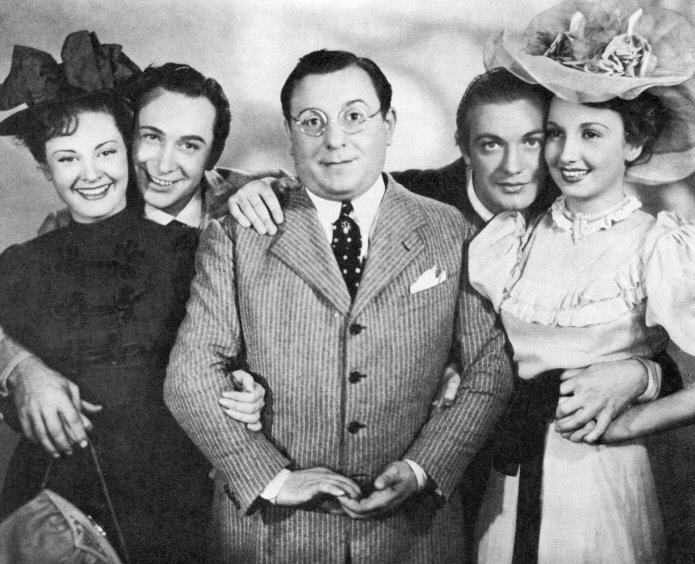
Foto di gruppo con alcuni interpreti. Da sinistra: Maria Denis, Adriano Rimoldi, Carlo Campanini, Carlo Minello e Bianca Della Corte

Aldo Franci in Illustrazione Italiana del 2 febbraio 1941:«[...] Maria Denis è uscita da Addio giovinezza! attrice compiuta e armatissima, di sì limpida grazia, di sì mutevole bravura che non so chi le possa stare a paro oggi in Italia. [...] Tuttavia, con tanti meriti di regia e d'interpretazione (che poi fanno tutt'uno) il film, romantica vicenda di un'epoca felice e un tantino spensierata ma comunque memorabile, non ha trovato, ripeto, l'accoglienza che immaginavano i nostalgici e i sentimentali [...]».
Dalle pagine del Corriere della Sera: «Il complesso della pellicola è felicemente riuscito, l'opera che onora la nostra cinematografia ha la gentilezza e il profumo del lavoro originario. [...] Interpretazione eccellentissima di Maria Denis [...]: il film sarà ricordato anche per la sincerità e l'immediatezza della sua recitazione».
Giuseppe Isani in Cinema del 25 gennaio 1941:«Lasciate che per una volta che questa benedetta parola "bravo" tanto semplice e tanto sfruttata noi la rivolgiamo di cuore a F. M. Poggioli e a quanti con lui, indistintamente, hanno lavorato e contribuito alla realizzazione di questa nuova Addio giovinezza, che torna con un così indovinato sapore e nei suoi autentici panni dopo tanto illustre passato. [...]».